# Walter Moberly

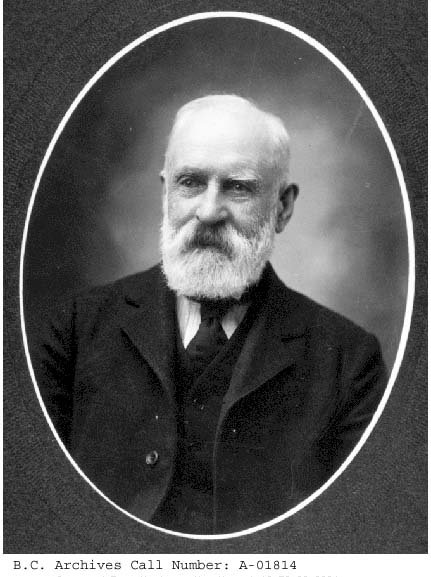
Walter Moberly

Walter Moberly (* 15. August 1832 in Steeple Aston, England; † 14. Mai 1915 in Vancouver) war ein britisch-kanadischer Ingenieur und Entdecker.
Walter Moberly wurde in Steeple Aston, Grafschaft Oxfordshire, geboren; jedoch siedelten seine Eltern bereits 1834 nach Penetanguishene in Ontario über, wo er die Grundschule besuchte. Nach dem Besuch der Oberschule in Barrie arbeitete er zunächst beim Bau der Eisenbahn in Collingwood. Er wurde Holzfäller und Holzhändler, wofür er Wälder bei Essa, Tossorontio und Muskoka erwarb. Daneben arbeitete er im Rahmen der Erschließung des amerikanischen Westens, hauptsächlich im heutigen British Columbia und in Utah.
Das Gebiet der heutigen Stadt New Westminster bei Vancouver war die erste Arbeit als Vermesser in British Columbia, von 1861 bis 1864 war er im Auftrag der Kolonialregierung British Columbias mit der Vermessung verschiedener Straße beschäftigt. Gemeinsam mit Edgar Dewdney erforschte und erbaute er den Dewdney Trail von Hope in das Okanagan Valley, den Vorgänger des heutigen Crowsnest Highway. Im Anschluss war er am Bau eines Abschnitts der Cariboo Road nördlich von Lytton in den Fraser River Canyon beteiligt.
Seine bedeutsamste Entdeckung gelang ihm 1865, als er das Amt des Assistenten des Generalvermessers der Kolonie British Columbia innehatte. Ihm gelang auf der Suche nach einem Übergang über die Monashee Mountains zwischen dem Shuswap Lake und dem Tal des Columbia River die Entdeckung des nur 550 Meter hohen Eagle Pass, welcher heute durch die Canadian Pacific Railway und den Trans-Canada Highway genutzt wird.
Von 1865 bis 1871 war er mit der Erkundung und Vermessung verschiedener Minenprojekte in Utah beschäftigt.
Nachdem British Columbia 1871 der kanadischen Konföderation beigetreten war, berief der Vizegouverneur Joseph Trutch Moberly mit der Bitte um die Erkundung einer Trasse für die Eisenbahn zurück, wobei er im Gebiet zwischen dem Eagle Pass, Revelstoke und Golden tätig wurde. Der Chefingenieur des Eisenbahnprojekts, Sanford Fleming, sandte Moberly für die Saison 1872 mit seiner Crew zum Yellowhead Pass, was bei Moberly dazu führte, seine Tätigkeit für das Eisenbahnprojekt zu beenden und sich ins Privatleben zurückzuziehen.
Die Entdeckung eines Übergangs über die Selkirk Mountains im Jahr 1882 durch Albert Bowman Rogers – welcher einer durch Moberly bereits 1871 vermuteten Route durch das Tal des Illecillewaet River folgte – im nach ihm benannten, 1.330 Meter hohen Rogers Pass setzte den Ruhm Moberlys zurück, doch wurde beim Bau der Canadian Pacific Railway der Ort des feierlichen Setzen des letzten Schwellennagels in Craigellachie der Eagle Pass als entscheidende Entdeckung gewürdigt.
Moberly Lake im Norden British Columbias wurde nach Pelzhändler Henry John Moberly (1835–1931), dem jüngeren Bruder Walters benannt. 